# 3. bersaljerski polk (Italija)
3. bersaljerski polk (izvirno italijansko 3º Reggimento di Bersaglieri) je bersaljerski polk (Kraljeve sardinske in Kraljeve) Italijanske kopenske vojske.

## Zgodovina
Med drugo svetovno vojno je bil polk aktiven v Jugoslaviji, Rusiji in Italiji.